# طیف‌سنج گسیل گرمایی

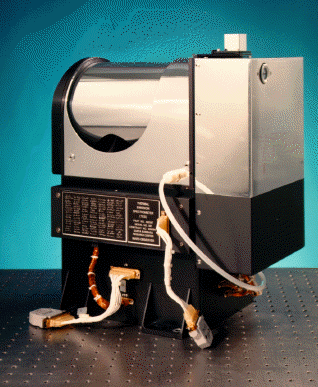
طیف‌سنج گسیل گرمایی نقشه‌بردار سراسر مریخ

طیف‌سنج گسیل گرمایی (انگلیسی: Thermal Emission Spectrometer) یا (TES) ابزاری است که بر روی نقشه‌بردار سراسر مریخ نصب شده است. طیف‌سنج گسیل گرمایی دو نوع داده جمع‌آوری می‌کند: داده‌های تصویربرداری فراطیفی فروسرخ حرارتی در محدوده ۶ تا ۵۰ میکرومتر (μm) و اندازه‌گیری‌های بولومتریک مرئی-نزدیک به مادون قرمز (۰٫۳ تا ۲٫۹ μm). TES دارای شش آشکارساز است که به صورت آرایه‌ای ۲×۳ چیده شده‌اند و هر آشکارساز دارای میدان دیدی در حدود ۳×۶ کیلومتر بر سطح مریخ است.
این ابزار از ارتعاشات هماهنگ طبیعی پیوندهای شیمیایی در مواد برای تعیین ترکیب گازها، مایعات و جامدات استفاده می‌کند.
طیف‌سنج گسیل گرمایی یک منطقه بزرگ (۳۰٬۰۰۰ کیلومتر مربع) حاوی ماده معدنی الیوین را شناسایی کرد. این ماده در سازند نیلی فوسه یافت شد. تصور می‌شود برخورد باستانی که حوضه ایسیدیس را ایجاد کرد، باعث شکستگی‌هایی شده که الیوین را آشکار کرده است. الیوین در بسیاری از مافیک‌های آتشفشانی سنگ‌ها حضور دارد. در حضور آب، الیوین به مواد معدنی مانند گوتیت، کلینوکلر، اسمکتیت، مگمیت و هماتیت تبدیل می‌شود. الیوین همچنین در دیگر نقاط کوچک در عرض‌های جغرافیایی ۶۰ درجه شمال و جنوب استوا کشف شده است.
الیوین همچنین در شهاب‌سنگ مریخی (مانند شهاب‌سنگ مریخی، نخلیت و چاسنی ) یافت شده است که به‌طور کلی به مریخ نسبت داده می‌شوند. مطالعات بعدی نشان داده است که سنگ‌های غنی از الیوین بیش از ۱۱۳٬۰۰۰ کیلومتر مربع را پوشش می‌دهند که ۱۱ برابر بزرگ‌تر از مساحت پنج آتشفشان در جزیره بزرگ هاوایی است.